# Miloš Pavlović
Miloš Pavlović (in serbo Милош Павловић?; Belgrado, 27 novembre 1983) è un ex calciatore serbo, di ruolo centrocampista.